# Shirley Caesar
Shirley Ann Caesar-Williams (Durham (North Carolina), 13 oktober 1938) is een Amerikaanse gospelzangeres, songwriter en opnameartiest, wiens carrière zeven decennia beslaat. Een meervoudig bekroonde artiest, met 12 Grammy Awards, Dove Awards en Stellar Awards op haar naam, staat ze bekend als de 'First Lady of Gospel Music' en 'The Queen of Gospel Music'. Ze begon met opnemen op 12-jarige leeftijd in 1951 bij het federale platenlabel.
Shirley Caesar heeft meer dan veertig albums uitgebracht. Ze heeft deelgenomen aan meer dan 16 compilaties en drie gospel-musicals, Mama I Want to Sing, Sing: Mama 2 en Born to Sing: Mama 3. Ze is ook de maker van de #unameit challenge, die plaatsvond tijdens een van haar liedpreken. Ze opende haar gelijknamige winkel en is van plan de winst te gebruiken om anderen te helpen tijdens de feestdagen.
Caesars vermeldingen omvatten ook een reeks commercials voor MCI Communications en talloze onderscheidingen voor haar opnamen. Ze heeft 12 Grammy Awards gewonnen (plus geëerd met The Lifetime Achievement Grammy Award), 14 Stellar Awards, 18 Doves, 1 RIAA gold-certificering, een Essence Award, McDonald's Golden Circle Lifetime Achievement Award, NAACP Lifetime Achievement Award, SESAC Lifetime Achievement Award, Rhapsody & Rhythm Award van het National Museum of African American Music, evenals introductie in de Gospel Music Hall of Fame. Volgens Soundscan heeft ze sinds 1991 2,2 miljoen albums verkocht. Ze heeft verschillende opvallende optredens gemaakt, waaronder de op televisie uitgezonden 'Live from Disney World Night of Joy, the Gospel volgens VH1', een optreden in het Witte Huis voor George H.W. Bush en een toespraak over de evolutie van gospelmuziek voor de Amerikaanse schatkist. In 2017 ontving Caesar een Grammy Lifetime Achievement Award van The Recording Academy.

## Biografie
Caesar begon met zingen en optreden voor familie en vrienden. Ze begon te zingen als Baby Shirley Caesar in de hele Carolinas toen de uitnodigingen binnenkwamen. Ze kon alleen in het weekend optreden omdat ze doordeweeks op school zat. Haar professionele muziekcarrière begon in 1958 op 19-jarige leeftijd, toen ze werd benaderd door Albertina Walker om lid te worden van The Caravans, een van de meest populaire gospelgroepen in die tijd. Albertina wilde de vocaal getalenteerde jonge Shirley Caesar in haar groep, nadat ze haar een solo had horen zingen. Caesar besloot haar opleiding stop te zetten om zich bij de groep aan te sluiten.
Caesar nam op en trad op met Albertina Walker, Cassietta George, Inez Andrews, Delores Washington, Josephine Howard, Eddie Williams en James Herndon in de Caravans. Haar grootste hit met de Caravans was het nummer Sweeping Through the City, gevolgd door No Coward Soldier. Na acht jaar bij de Caravans besloot ze te vertrekken, nadat ze een solo-opnamecontract kreeg aangeboden bij Hob Records. Haar eerste lp op het Hob-label heette I'll Go, ondersteund door het Institutional Radio Choir en bevat de klassiekers Oh Peter, Don't Be Afraid en Choose Ye This Day. Andere hits volgden al snel met opnamen als Satan, We Gonna Tear Your Kingdom Down, God's Not Dead, He's Yet Alive en de klassieker Don't Drive Your Mama Away. In 1971 won Shirley haar eerste Grammy Award voor haar opname van Put Your Hand in the Hand of the Man en in 1975 werd haar opname van het nummer No Charge een instant hit en haar eerste gouden plaat. Ondanks dit succes wilde ze een groter publiek bereiken en voelde ze dat dit niet werd bereikt met Hob Records, dus besloot ze haar platencontract met hen, dat in hetzelfde jaar eindigde, niet te verlengen.
Om meer mensen te bereiken met haar muziek, tekende Caesar in 1977 bij het seculiere platenlabel Roadshow Records en bracht het debuutalbum First Lady uit. De producent van het album noemde het album First Lady, omdat Caesar de eerste vrouw was die ooit op het label opnam. Het album bevatte nummers met sterke gospelteksten, maar velen binnen de gospel-gemeenschap waren van mening dat de muziek zelf te werelds was en veel gospel-dj's weigerden het op hun radiostation te spelen. Het nummer Faded Rose werd later een Caesar-klassieker. Over het algemeen werd het album slecht verkocht, maar de First Lady-titel sloeg aan binnen de gospelindustrie en concertomroepers, dj's en gospelpromotors begonnen haar overal te introduceren als "The First Lady of Gospel Music", een titel die sindsdien met haar werd geassocieerd. Het tweede en laatste album dat ze opnam voor Roadshow was From the Heart in 1978. Het werd om dezelfde reden slecht ontvangen. Caesar zocht naar een gospellabel en besloot uiteindelijk in 1980 te tekenen bij Word Records en won de komende jaren en daarna nog enkele Grammy Awards. Ze bleef vele jaren bij Word Records en nam enkele van de grootste hits uit haar carrière op, zoals God's Got It All in Control, Hold My Mule (die later viraal ging als een Thanksgiving-gerelateerde internetmemo onder de titel You Name It), He's Working It Out for You, Jesus, I Love Calling Your Name en You're Next in Line for a Miracle. Ze heeft naam gemaakt in het gospelmuziekcircuit door gastoptredens te maken in de Bobby Jones gospel show en andere populaire tv-shows. Caesar vermeldt Albertina Walker als haar mentor en "Queen of Gospel Music".
Tussen 1981 en 1995 ontving ze zeven Dove Awards voor «Black Gospel Album of the Year» voor Live at the G.M.W.A., Celebration, Christmasing, Sailin, Live ... In Chicago, Go and Rejoice. Ze ontving twee «Black Gospel Song of the Year» Awards voor He's Working It Out for You en Hold My Mule. Ze trad op met artiesten als Patti LaBelle, Whitney Houston, Dorothy Norwood, Faith Evans, Dottie Peoples, Arnold Houston, Kim Burrell, John P. Kee, Kirk Franklin, Tonex en Tye Tribbett. Shirley Caesar is ook actrice. Ze speelde in films als Why Do Fools Fall in Love (1998) met Larenz Tate en Little Richard, Fighting Temptations (2003) met Beyoncé en Cuba Gooding jr. en The Unseen (2005) met Steve Harris. Ze trad ook op in een aflevering van The Good News in 1998 als tante Shirley. Caesar verscheen ook in The Parkers in 2004. In 2016 stond Caesar weer bovenaan de Gospel Billboard-hitlijst met haar nieuwste cd-publicatie Fill This House.

## Prijzen en onderscheidingen
Caesar is een ontvanger van een National Heritage Fellowship uit 1999 van de National Endowment for the Arts, de hoogste eer van de Verenigde Staten op het gebied van volks- en traditionele kunsten. Ze werd in 2000 ingewijd in de Gospel Music Hall of Fame. Caesar werd in 2010 opgenomen in de North Carolina Music Hall of Fame. Ze trad op voor president Barack en Michelle Obama in het Witte Huis in 2015, samen met Aretha Franklin. In mei 2016 eerde het National Museum of African American Music Caesar met de Rhapsody & Rhythm Award in Nashville (Tennessee), voorafgaand aan de geplande opening van het historische museum in 2018. De Hollywood Chamber of Commerce eerde op dinsdag 28 juni 2016 met trots de gospelzanger Shirley Caesar met de 2583e ster op de Hollywood Walk of Fame.

## Onderwijs op latere leeftijd
Caesar heeft eindelijk haar droom verwezenlijkt om haar opleiding na vele jaren af te ronden. Ze keerde terug naar school en studeerde in 1984 af aan de Shaw University met een Bachelor of Science in Business Administration. Ze studeerde ook aan de Divinity School van Duke University en ontving eredoctoraten van Shaw University en Southeastern University.

## Privéleven
Caesar is het 10e kind van 13 kinderen, al haar broers en zussen zijn nu overleden, haar vader Jim Caesar was een bekende lokale gospelzanger, maar hij stierf plotseling toen Shirley zeven jaar oud was. Haar moeder Hallie Caesar was semi-invalide vanwege een verlamd been. Caesar had een speciale band met haar moeder en zorgde voor haar tot haar dood in 1986. Caesar trouwde in juni 1983 met bisschop Harold I. Williams. Het echtpaar was co-pastoor van de 1.500 leden tellende Mount Calvary Word of Faith Church in Raleigh, North Carolina, tot aan zijn dood op 4 juli 2014. Caesar is lid van de studentenclub Delta Sigma Theta. Ze noemt haar moeder als een sterke invloed in haar beslissing om zo onbaatzuchtig van zichzelf te geven. Caesar heeft een aanzienlijk deel van alle concertverkopen aan haar outreach-ministeries besteed. Onlangs heeft ze de prediking teruggebracht en een uitvoerende predikant in haar kerk aangesteld en hij houdt wekelijkse preken voor de gemeente, terwijl Caesar als senior pastoor fungeert, maar Caesar blijft opnemen en optreden in concerten in het hele land. Ze blijft ook haar jaarlijkse outreach-ministeriesconferentie houden. De outreach-bediening biedt voedsel, kleding, onderdak, speelgoed voor kinderen en financiële hulp aan mensen in nood. Op de vraag wat ze nog zou willen bereiken, zei ze: Ik zou graag meer willen doen ...

## Discografie
- 1977: First Lady
- 1978: From The Heart
- 1980: Go
- 1983: Jesus, I Love Calling Your Name
- 1984: Sailin'
- 1987: Her Very Best
- 1988: Live in Chicago
- 1989: I Remember Mama
- 1991: He's Working It Out for You
- 1993: Stand Still
- 1995: Live...He Will Come
- 1996: Just A Word
- 1997: A Miracle in Harlem
- 1998: Christmas with Shirley Caesar
- 2000: You Can Make It
- 2001: Hymns
- ????: Greatest Gospel Hits
- 2003: Shirley Caesar & Friends
- 2005: The Gospel Legends
- 2005: I Know the Truth
- 2008: Still Sweeping Through the City After 40 Years
- 2009: A City Called Heaven
- 2013: Good God
- 2016: Fill This House

- Bibliothèque nationale de France: cb14013938t (data)
- Gemeinsame Normdatei: 120576104
- International Standard Name Identifier: 0000 0001 2135 9037
- Library of Congress Control Number: no92002657
- MusicBrainz: 2bb81df0-e9e2-42ee-9708-d30b0c85d946
- SNAC: w6sn1gxs
- Système universitaire de documentation: 080786081
- Virtual International Authority File: 268137536
- WorldCat: E39PBJkpb66GVVFHYpdyKdMXVC